# Warri

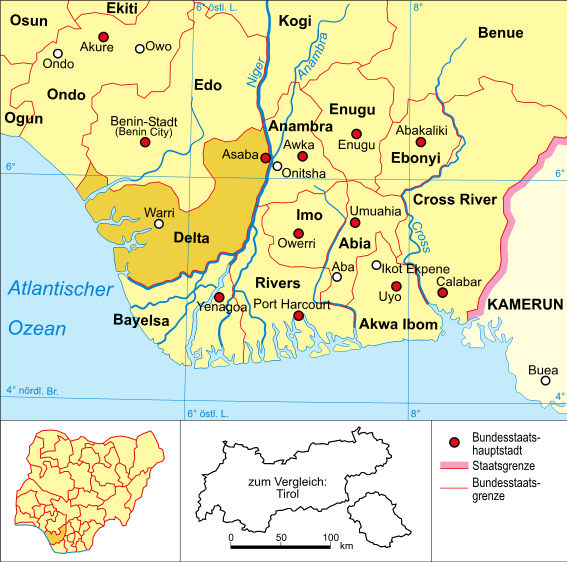
Lage Warris in Südnigeria

Warri ist eine Stadt im Bundesstaat Delta in Nigeria mit 546.576 Einwohnern (2007). Warri liegt mit seinem Seehafen am gleichnamigen Fluss Warri, einem Nebenfluss des Flusses Forcados, der in den Golf von Guinea mündet, und ist knapp 50 km von der Küste entfernt. Die Stadt Warri gehört zur Local Government Area (LGA) Warri-South.

## Ethnien
Die Bevölkerung gehört überwiegend zu den Ijaw, Itsekiri und Urhobo. Entsprechend den Ethnien und Clans gibt es mehrere „traditionelle Herrscher“ in Warri. Ethnische Konflikte sind an der Tagesordnung.

## Wirtschaft und Infrastruktur
Neben dem Seehafen gibt es weitere wichtige Wirtschaftsbereiche: die Erdölförderung und -verladung, der Schiffbau, die Erdölraffinerie, die Petrochemie und die Stahlerzeugung in der Delta Steel Company (DSC). 
Insbesondere die Erdölförderung und -verladung verursachen aber auch Verluste und Umweltschäden. Konflikte im Nigerdelta sind vorprogrammiert und zeigen sich zum Beispiel in der Bewegung zur Emanzipation des Nigerdeltas (MEND).

### Nigerian Railway Corporation
Die staatliche Eisenbahn Nigerian Railway Corporation (NRC)
soll privatisiert werden. An der 329 km langen Normalspurstrecke vom Eisenerzabbau in der National Iron Ore Mining Corporation (NIOMCO) in Itakpe im Bundesstaat Kogi über das Stahlwerk Ajaokuta Steel Company (ASC) in Ajaokuta am Niger bis zur Delta Steel Company (DSC) und zum Hafen von Warri fehlen noch die letzten Kilometer vor Ajaokuta auf der Strecke Warri–Ajaokuta.

### Flughafen
Seit 1999 gibt es den neuen Flughafen Warri (auch Osubi Airstrip genannt), der von einem Konsortium von Ölgesellschaften finanziert wurde und von dem Flüge zu mehreren nationalen Zielen stattfinden.

## Söhne und Töchter der Stadt
- James Omagbemi (1930–2012), Sprinter
- Grace Alele-Williams (1932–2022), Mathematikerin und Hochschullehrerin
- Samuel Igun (* 1938), Drei- und Hochspringer
- Stella Obasanjo (1945–2005), Ehefrau des nigerianischen Präsidenten Olusegun Obasanjo
- Wilson Oruma (* 1976), Fußballspieler
- Emmanuel Olisadebe (* 1978), polnischer Fußballspieler
- Darlington Omodiagbe (* 1978), Fußballspieler
- Nneka Egbuna (* 1980), Sängerin
- Joseph Enakarhire (* 1982), Fußballspieler
- Samson Godwin (* 1983), Fußballspieler
- Nedum Onuoha (* 1986), britischer Fußballspieler
- Deniran Ortega (* 1986), Fußballspieler
- John Owoeri (* 1987), Fußballspieler
- Kim Ojo (* 1988), Fußballspieler
- Toto Tamuz (* 1988), israelischer Fußballspieler
- Ekigho Ehiosun (* 1989), Fußballspieler
- Charity Ogbenyealu Adule (* 1993), Fußballspielerin